# Signy-l'Abbaye
Signy-l'Abbaye és un municipi francès situat al departament de les Ardenes i a la regió del Gran Est. L'any 2007 tenia 1.363 habitants.

## Demografia

### Població
El 2007 la població de fet de Signy-l'Abbaye era de 1.363 persones. Hi havia 584 famílies de les quals 196 eren unipersonals (64 homes vivint sols i 132 dones vivint soles), 156 parelles sense fills, 168 parelles amb fills i 64 famílies monoparentals amb fills.
La població ha evolucionat segons el següent gràfic:
Habitants censats

### Habitatges
El 2007 hi havia 708 habitatges, 601 eren l'habitatge principal de la família, 42 eren segones residències i 64 estaven desocupats. 615 eren cases i 90 eren apartaments. Dels 601 habitatges principals, 381 estaven ocupats pels seus propietaris, 191 estaven llogats i ocupats pels llogaters i 29 estaven cedits a títol gratuït; 4 tenien una cambra, 21 en tenien dues, 76 en tenien tres, 175 en tenien quatre i 325 en tenien cinc o més. 359 habitatges disposaven pel capbaix d'una plaça de pàrquing. A 316 habitatges hi havia un automòbil i a 151 n'hi havia dos o més.

### Piràmide de població
La piràmide de població per edats i sexe el 2009 era:
| Homes | Edats   | Dones |
| ----- | ------- | ----- |
| 0     | 95 o +  | 0     |
| 4     | 90 a 94 | 4     |
| 8     | 85 a 89 | 28    |
| 8     | 80 a 84 | 24    |
| 36    | 75 a 79 | 28    |
| 28    | 70 a 74 | 56    |
| 24    | 65 a 69 | 36    |
| 48    | 60 a 64 | 36    |
| 48    | 55 a 59 | 48    |
| 40    | 50 a 54 | 36    |
| 72    | 45 a 49 | 28    |
| 44    | 40 a 44 | 44    |
| 44    | 35 a 39 | 48    |
| 32    | 30 a 34 | 36    |
| 44    | 25 a 29 | 32    |
| 44    | 20 a 24 | 24    |
| 52    | 15 a 19 | 44    |
| 32    | 10 a 14 | 60    |
| 28    | 5 a 9   | 64    |
| 36    | 0 a 4   | 28    |

## Economia
El 2007 la població en edat de treballar era de 817 persones, 561 eren actives i 256 eren inactives. De les 561 persones actives 460 estaven ocupades (279 homes i 181 dones) i 102 estaven aturades (44 homes i 58 dones). De les 256 persones inactives 66 estaven jubilades, 68 estaven estudiant i 122 estaven classificades com a «altres inactius».

### Ingressos
El 2009 a Signy-l'Abbaye hi havia 596 unitats fiscals que integraven 1.376,5 persones, la mediana anual d'ingressos fiscals per persona era de 13.711 €.

### Activitats econòmiques
Dels 76 establiments que hi havia el 2007, 2 eren d'empreses alimentàries, 7 d'empreses de fabricació d'altres productes industrials, 8 d'empreses de construcció, 15 d'empreses de comerç i reparació d'automòbils, 9 d'empreses de transport, 4 d'empreses d'hostatgeria i restauració, 1 d'una empresa financera, 3 d'empreses immobiliàries, 9 d'empreses de serveis, 12 d'entitats de l'administració pública i 6 d'empreses classificades com a «altres activitats de serveis».
Dels 19 establiments de servei als particulars que hi havia el 2009, 1 era una oficina d'administració d'Hisenda pública, 1 gendarmeria, 1 oficina de correu, 1 una oficina bancària, 1 funerària, 1 taller de reparació d'automòbils i de material agrícola, 1 autoescola, 2 paletes, 1 fusteria, 1 lampisteria, 2 electricistes, 2 perruqueries, 1 veterinari, 2 restaurants i 1 agència immobiliària.
Dels 7 establiments comercials que hi havia el 2009, 1 era un hipermercat, 1 una botiga de més de 120 m², 1 una botiga de menys de 120 m², 1 una fleca, 2 llibreries i 1 una joieria.
L'any 2000 a Signy-l'Abbaye hi havia 30 explotacions agrícoles que ocupaven un total de 1.824 hectàrees.

## Equipaments sanitaris i escolars
L'únic equipament sanitari que hi havia el 2009 era una farmàcia.
El 2009 hi havia 1 escola maternal i 1 escola elemental. Signy-l'Abbaye disposava d'un col·legi d'educació secundària amb 365 alumnes.

## Poblacions més properes
El següent diagrama mostra les poblacions més properes.